# Mathilda Langlet

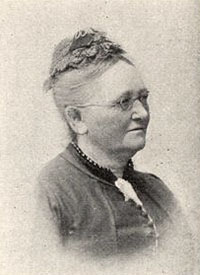

Clara Mathilda Ulrika Clementine Langlet, geb. Söderén (* 8. November 1832 in Dalarö; † 7. August 1904 in Lerbo, heute Teil der Gemeinde Katrineholm, Södermanland), war eine schwedische Schriftstellerin und Übersetzerin.

## Leben
Als Tochter des Propstes Abraham Wilhelm Söderén und seiner Frau Clara Henrietta Landby wuchs Mathilda vorwiegend auf dem Pfarrhof in Turinge (heute Teil der Gemeinde Nykvarn in Södermanland) auf. Sie genoss eine behütete Kindheit und zeigte schon früh Interesse an Christentum und Literatur. Als junge Erwachsene begann sie, Aufsätze und Skizzen in Zeitschriften zu veröffentlichen und Übersetzungen anzufertigen. Von Mai 1863 bis Dezember 1864 gab sie gemeinsam mit Charlotta Adelaide Lagerheim, Louisa Flodin und ihrer Schwester Lina Grundelius die Familienzeitschrift Året om. Läsning i den husliga kretsen heraus.
Mit knapp 32 Jahren, also in für damalige Verhältnisse hohem Alter, heiratete sie am 26. September 1864 den acht Jahre älteren Emil Victor Langlet, der aus einer ursprünglich hugenottischen Familie stammte und durch die Planung und Errichtung des Stortingsgebäudes in Oslo gerade in die Riege der angesehensten Architekten Skandinaviens aufgestiegen war. Zwischen 1866 und 1872 wurden vier Söhne geboren. Filip Langlet wurde später Ingenieur und Autor, Abraham Langlet Chemiker, Alexander Langlet Künstler und Valdemar Langlet Journalist und Schriftsteller. Die Familie lebte meist in Stockholm, später in dem von Emil Langlet selbst errichteten Herrenhaus Spetebyhall in Lerbo südwestlich von Stockholm.
Neben ihren Pflichten als Hausfrau und Mutter fand Mathilda bald wieder Zeit für ihre literarischen Aktivitäten. 1871 veröffentlichte sie ihr erstes Buch Blad och blommor, eine Sammlung von Gedichten über die Natur. Auch die ersten Übersetzungen aus ihrer Feder erschienen 1871 auf dem Buchmarkt. In den folgenden Jahren veröffentlichte sie überwiegend Bilderbücher mit gereimten Fassungen von bekannten Märchen (unter anderem der Brüder Grimm).
Kinderbücher blieben bis zu ihrem Tod ein wichtiger Teil ihres Werks. In den 1880er Jahren erweiterte sie aber ihr Repertoire. Mit Husmodern i staden och på landet. En fullständig handbok i hushållningens alla grenar legte sie 1884 ein mehr als 1000 Seiten umfassendes Buch zur Haushaltsführung vor, das sie später als ihr wichtigstes Werk einschätzte. Es folgten weitere Ratgeberbücher zur Sparsamkeit (1886), zur Erziehung von Söhnen (1887), zum Start in den eigenen Haushalt für Jungverheiratete (1891) und zur Einrichtung der Wohnung (1893). Den Abschluss machte ein Kochbuch (1902). Verwandt mit diesen Ratgebern sind auch Bücher, die sich seit 1885 an Frauen und Mädchen richteten und ihnen gutes Benehmen, aber vor allem auch gute Prinzipien im Sinne einer christlich-konservativen Haltung vermitteln wollten. Mathilda Langlet zeigte sich hier als Kritikerin der gesellschafts- und kulturkritischen Strömung, die insbesondere in den 1880er Jahren Schweden erfasste (åttiotalismen). Nur die Bewegung für Reformkleidung anstelle des zu ihrer Zeit noch üblichen Korsetts unterstützte sie. Bei ihrem Tod wurde sie als „die Schriftstellerin des schwedischen Heims“ (det svenska hemmets författarinna) gewürdigt.
Etwa die Hälfte ihrer Veröffentlichungen waren Übersetzungen. Zwischen 1871 und 1904 erschienen mehr als 50 Bücher bei verschiedenen großen Verlagen, dazu auch etliche Abdrucke in Zeitungen und Zeitschriften. Langlet übersetzte überwiegend aus dem Englischen, aber auch aus dem Französischen, Dänischen, Norwegischen, Niederländischen und Deutschen. Es dominieren Kinder- und Mädchenbücher von Autorinnen wie Margaret Hungerford, Ethel Turner und Susan Warner, aber auch Harriet Beecher Stowe und Louisa May Alcott sind (mit weniger bekannten Werken) vertreten. Unter der anspruchsvollen Literatur für Erwachsene sind Magnhild von Bjørnstjerne Bjørnson und Die Juden von Barnow von Karl Emil Franzos hervorzuheben. Sie übersetzte aber auch Sachbücher; allein sieben Bücher des schottischen Evangelikalen Henry Drummond, vier des US-amerikanischen Philosophen Ralph Waldo Trine, aber auch Die evangelische Gemeinde von Emil Sulze, das ihren Mann als Kirchenarchitekt interessiert haben mag.
Nach ihrem Tod gerieten ihre eigenen Werke bald in Vergessenheit. Nur einige der übersetzten Mädchenbücher wurden bis in die 1940er Jahre nachgedruckt.